# Robert Middlekauff
Robert Lawrence Middlekauff (* 5. Juli 1929 in Yakima, Washington; † 10. März 2021 in Pleasanton, Kalifornien) war ein US-amerikanischer Historiker und Professor an der University of California, Berkeley. Er befasste sich mit der Geschichte Amerikas, insbesondere der des 18. Jahrhunderts.

## Werdegang
Middlekauff studierte an der University of Washington mit dem Bachelorabschluss 1952, leistete 1952 bis 1954 seinen Wehrdienst beim US Marine Corps in Korea und Japan und wurde 1961 an der Yale University promoviert. Er lehrte ab 1982 in Berkeley, unterbrochen von fünf Jahren (1983 bis 1988) als Direktor der Huntington Library bei Pasadena. 1978 bis 1981 und 1997/98 stand er der Geschichtsfakultät in Berkeley vor. 1974 bis 1977 war er Dekan für Sozialwissenschaften und 1981 bis 1983 Provost und Dekan des College of Letters and Science. 2000 wurde er als Preston Hotchkis Professor of American History emeritiert.
1996/97 war er Harmsworth Professor für Amerikanische Geschichte an der Universität Oxford. 1987 war er Bullitt Professor an der University of Washington. Er wurde 1984 in die American Academy of Arts and Sciences und 1997 in die American Philosophical Society aufgenommen.
Middlekauff ist vor allem bekannt als Autor des Bandes über die Amerikanische Revolution in der Oxford History of the United States (The Glorious Cause). Nach seiner Emeritierung verlagerte sich sein Interesse von amerikanischer Kolonialgeschichte auf das 19. Jahrhundert und Mark Twain.

## Schriften
- Ancients and Axioms: Secondary Education in Eighteen-Century New England. Yale University Press, New Haven 1963.
- The Mathers: Three Generations of Puritan Intellectuals, 1596-1728. Oxford University Press, Oxford 1971, Paperback bei der University of California Press, 1999 (erhielt 1972 den Bancroft-Preis).
- The Glorious Cause: The American Revolution, 1763-1789. Oxford History of the United States, Oxford University Press, Oxford 1982, Paperback 1986.
- Benjamin Franklin and His Enemies. University of California Press, Berkeley 1996.